# VIII Premis Días de Cine
Els VIII Premis Días de Cine foren atorgats pel programa de televisió Días de cine el 20 de gener de 2021. Els premis no tenen assignació econòmica, però no descarten «tenir-la en un futur». En aquesta edició no hi hagué variació en el nombre de premis entregats.
L'entrega es va fer al Museu Reina Sofia i fou presentada per Santiago Alverú. Fou retransmesa per La 1 amb limitació d'aforament degut a la pandèmia de COVID-19.

## Premiats
| Categoria                        | Premiat                        | Labor premiada                                                     |
| -------------------------------- | ------------------------------ | ------------------------------------------------------------------ |
| Millor documental                | El año del descubrimiento      | Luis López Carrasco                                                |
| Millor pel·lícula d'animació     | Josep                          | Aurel                                                              |
| Millor pel·lícula espanyola      | Las niñas                      | Pilar Palomero                                                     |
| Millor pel·lícula estrangera     | Boże Ciało                     | Jan Komasa                                                         |
| Millor actriu espanyola          | Patricia López Arnaiz          | Ane Uno para todos                                                 |
| Millor actriu estrangera         | Trine Dyrholm                  | Dronningen                                                         |
| Millor actor espanyol            | Mario Casas                    | No matarás                                                         |
| Millor actor estranger           | Bartosz Bielenia               | Boże Ciało                                                         |
| Premi del Públic                 | Santiago Segura                |                                                                    |
| Premi Ha Nacido una Estrella     | Carmen Arrufat                 | La innocència                                                      |
| Premi Somos Cine                 | Palabras para un fin del mundo | Manuel Menchón                                                     |
| Premi Vida en Sombras            | Dear Werner                    | Pablo Maqueda                                                      |
| Premi El Resplandor              | Milena Smit                    | No matarás                                                         |
| Premi Elegidos para la gloria    | Verónica Forqué                | per la seva carrera                                                |
| Premi El futuro es mujer         | La innocència                  | Lucía Alemany                                                      |
| Premi millor edició DVD/Blue ray | Women Make Film                | per contar la història desconeguda de les dones que han fet cinema |